# عبد السلام الدباجي
عبد السلام الدباجي (24 أبريل 1979 في غزة - ) منافس ألعاب قوى متقاعد من فلسطين. مثل فلسطين في الألعاب الأولمبية الصيفية 2004 في أثينا. حيث تنافس على مسافة 800 متر وأحرز المركز الثامن.

## روابط خارجية
- عبد السلام الدباجي على موقع الاتحاد الدولي لألعاب القوى (الإنجليزية)
- عبد السلام الدباجي على موقع أوليمبيديا (الإنجليزية)